# 2nd 〜染みわたる想い〜
2nd 〜染みわたる想い〜（セカンド しみわたるおもい）は2006年3月29日に発売した安倍なつみの2枚目のオリジナル・アルバム。

## 内容
2年ぶりのオリジナル・アルバムは、「だって 生きてかなくちゃ」から「恋の花」までのシングルを4曲収録している。

## アートワーク
歌詞ブックレットは、安倍がタイムトラベルで2006年（現代）からの2015年（近未来）、1860年（江戸時代）、1969年（サイケデリック風）と時空を移動し、各時代のファッションに扮している。

## 収録曲
作詞・作曲：つんく（2のみ作詞・作曲：BULGE）／編曲：橋本由香利(1,9)、BULGE(2)、平田祥一郎(3,5)、是永功一(4)、大久保薫(6)、高橋諭一(7,10,11)、鈴木Daichi秀行(8)
1. 学生時代 [4:52]
2. 恋の花 [3:56]
3. F.O. [4:39]
4. 夕暮れ作戦会議 [4:45]
5. 夢ならば [4:31]
6. 日曜日 What's Going On? [3:31]
7. 東京みちくさ [3:54]
8. だって 生きてかなくちゃ [4:18]
9. エレベーター二人ぼっち [4:54]
10. 恋のテレフォン GOAL [3:29]
11. ちょっとずつね。 [4:17]
12. エンディング [0:30]
  - 「学生時代」のリプリーズ（反復）的トラックで、友達に電話で会話する内容になっている。

## 参加ミュージシャン
- 橋本由香利 - プログラミング(1,9)
- 八ツ橋義幸 - ギター(1,9)
- CHINO - コーラス(1,9)
- BULGE - プログラミング(2)
- 菊池達也 - ギター&E.ギター(2)
- 平田祥一郎 - プログラミング(3,5)
- 土肥真生 - ギター(3,5)
- 山崎洋 - ベース(3)
- 鈴木正則 - トランペット(3)
- 石戸谷斉 - トランペット(3)
- 竹上良成 - サックス(3,5)
- 竹内浩明 - コーラス(3,6,11)
- 是永功一 - プログラミング(4)
- 鹿島達也 - ベース(4)
- 小西昭次郎 - ドラムス(4)
- 鈴木さえ子 - コーラス(4,7)
- 稲葉貴子 - コーラス(5,10)
- 大久保薫 - プログラミング(6)
- 飯室博 - ギター(6)
- つんく♂ - コーラス(6,10)
- 高橋諭一 - 全楽器(7,11)、プログラミング&ギター(10)
- 鈴木Daichi秀行 - プログラミング&ギター(8)
- 鈴木俊介 - E.シタール(8)
- 飯田ヒロシ - パーカッション(8)
- 前嶋康明 - E.ピアノ(8)
- 森真美 - コーラス(8)